# Krnjača
Krnjača (cyr. Крњача) – wieś w Serbii, w okręgu zlatiborskim, w gminie Priboj. W 2011 roku liczyła 149 mieszkańców.